# Без сна
«Без сна» (итал. Non ho sonno) — итальянский фильм в жанре джалло режиссёра Дарио Ардженто.

## Сюжет
В 1983 году Турин потрясли жестокие убийства, в совершении которых детектив Моретти заподозрил карлика Винченцо. После того, как карлик покончил жизнь самоубийством, все утихло. Спустя двадцать лет кровавая карусель закрутилась снова. Судьба распорядилась так, что поиском загадочного убийцы вновь занялся постаревший и вышедший на пенсию Моретти, а также сын одной из жертв двадцатилетней давности.

## В ролях
- Макс фон Сюдов — Улисс Моретти
- Стефано Дионизи — Джакомо Галло
- Кьяра Казелли — Глория
- Роберто Дзибетти — Лоренцо Бетти
- Габриэле Лавиа — Доктор Бетти
- Паоло Мария Скалондро — старший инспектор Манни
- Росселла Фальк — Лаура де Фабрицис
- Роберто Аккорнеро— Фаусто
- Барбара Леричи — Анджела
- Массимо Сарчиелли — Леон
- Диего Казале — Беппе
- Кончита Пульизи — Аманда
- Барбара Маутино — Дора
- Даниэла Фаццолари — Мария Луиза
- Росселла Люка — Мара

## Критика
Фильм получил смешанные отзывы от кинокритиков. На сайте Rotten Tomatoes фильм имеет всего 50 % рейтинга «свежести».

## Альтернативные издания
Для американского проката фильм подвергся цензуре, многие сцены убийств были урезаны. Европейский релиз транслировался без купюр. Однако Blu-ray-издание, выпущенное в 2013 году также подверглось цензуре.